# 864 (číslo)
Osm set šedesát čtyři je přirozené číslo, které následuje po čísle osm set šedesát tři a předchází číslu osm set šedesát pět. Římskými číslicemi se zapisuje DCCCLXIV.

## Matematika
864 je:
- Abundantní číslo
- Nešťastné číslo
- Nepříznivé číslo

## Astronomie
- (864) Aase je planetka hlavního pásu, kterou objevil v roce 1921 Karl Wilhelm Reinmuth

## Roky
- 864
- 864 př. n. l.